# Tim Björkström
Tim Denny Björkström (Raksta, 8 gennaio 1991) è un calciatore svedese, difensore dell'IFK Berga.

## Carriera

### Club
È entrato a far parte del Brommapojkarna all'età di 12 anni.
Con la complicità del rapporto di collaborazione tra Brommapojkarna e Gröndals IK è stato mandato in prestito in terza serie per giocare e acquisire esperienza, disputando 4 partite nel campionato 2008 e 14 in quello del 2009.
Durante la stagione 2009 ha fatto ritorno al Brommapojkarna, con cui ha giocato le ultime 3 partite della stagione, per poi inserirsi stabilmente in prima squadra giocando 26 partite da titolare in Allsvenskan già nel torneo successivo. In totale colleziona 144 presenze con il Brommapojkarna, prima di lasciare il club a parametro zero dopo la retrocessione arrivata al termine del campionato 2014.
A partire dal 2015 Björkström è stato un giocatore del Djurgården, società con cui ha firmato un contratto della durata di tre anni. Tra il campionato 2015 e quello 2016 ha giocato 47 partite (di cui 46 da titolare), ma nel 2017 è stato girato all'Östersund in prestito per un anno, ovvero per il periodo che lo divideva dalla scadenza contrattuale con il Djurgården.
Svincolato, l'11 gennaio 2018 è stato presentato come nuovo giocatore del Sirius con un contratto biennale. A partire dalla stagione 2020 è stato anche il capitano della squadra. In cinque anni ha disputato 144 partite ufficiali tra Allsvenskan e coppa nazionale, poi ha lasciato la squadra in scadenza di contratto.
L'11 gennaio 2023 è passato ufficialmente ai norvegesi del Fredrikstad, a cui si è legato con un contratto biennale.
Il 25 agosto 2024 è passato al Moss con la formula del prestito.

### Nazionale
Ha giocato nelle nazionali giovanili svedesi Under-17, Under-19 ed Under-21.

## Palmarès

### Club

#### Competizioni nazionali
- 1. divisjon: 1

Fredrikstad: 2023